# Plattspitzen
Plattspitzen är ett berg i Österrike, på gränsen till Tyskland.   Det ligger i distriktet Imst och förbundslandet Tyrolen, i den västra delen av landet, 400 km väster om huvudstaden Wien. Toppen på Plattspitzen är 2 680 meter över havet, eller 228 meter över den omgivande terrängen. Bredden vid basen är 0,84 km.
Terrängen runt Plattspitzen är huvudsakligen bergig. Närmaste större samhälle är Telfs, 11,4 km sydost om Plattspitzen. 
Trakten runt Plattspitzen består i huvudsak av gräsmarker. Runt Plattspitzen är det ganska tätbefolkat, med 80 invånare per kvadratkilometer.